# Jandira Martini
Jandira Lúcia Lalia Martini (n. 10 iulie 1945, Santos, São Paulo - d. 29 ianuarie 2024, São Paulo) a fost o actriță și autoare braziliană de piese de teatru, precum și scenarii pentru cinema și televiziune.

## Biografie
Martini a fost autoare, actriță și regizoare. A absolvit în 1967 de la Universitatea Catolică din Santos și a studiat la Academia de Arte Dramatice (EAD).
A fost prezentat la televiziune în 1987, jucând pe Teodora în romanul Sassaricando.

## Filmografie

### Televiziune
- 1971 - Bandeira 2 - Evanira
- 1976 - Saramandaia - Railda
- 1980 - Chega Mais - Adriana
- 1987 - Sassaricando - Teodora Abdalla
- 1990 - A História de Ana Raio e Zé Trovão - Vitória Imperial
- 1991 - O Fantasma da Ópera - Marion Leik Fitzgerald
- 1994 - Éramos Seis - Dona Genu
- 1995 - Sânge din sângele meu - Rebeca
- 1996 - Brava Gente - Augusta Messinari
- 2001 - Os Maias - Eugênia Silveira
- 2001 - Clona - Zoraide
- 2003 - Șapte femei - Dona Antônia
- 2004 - A Diarista - Dilma (episodul: Aquele com os Loucos)
- 2005 - América - Odaléia de Oliveira
- 2007 - Amazonia - Donana
- 2007 - Desejo Proibido - Dona Guará
- 2008 - Casos e Acasos - Dona Epitácia (episodul: O ultimato, o vândalo e a pensão)
- 2009 - India - Puja
- 2010 - Escrito nas Estrelas - Gildete (Madame Gilda)
- 2011 - Morde & Assopra - Salomé de Souza
- 2012 - Salve Jorge - Vó Farid
- 2017 - Manual para se Defender de Aliens, Ninjas e Zumbis - Margô